# Tumulte à Tumbleweed
Tumulte à Tumbleweed est la treizième histoire de la série Lucky Luke par Morris. Elle est publiée pour la première fois en 1952 du no 735 au no 754 du journal Spirou. Puis est publiée dans l'album Lucky Luke contre Pat Poker en 1953.

## Univers

### Synopsis
Lucky Luke arrive à Tumbleweed après une rude chevauchée. Il entre au saloon où il est bien reçu, jusqu'à l'arrivée d'Angelface, un dur-à-cuire du coin détestant les étrangers, les bergers et les moutons. Ce dernier cherche à intimider le cow-boy en lui ordonnant de quitter la ville, mais Lucky Luke ne se laisse pas impressionner. Angelface est alors distrait par l'arrivée d'un chien dans le village. Or, à Tumbleweed, « qui dit chien, dit berger ». Et effectivement, le chien est bien celui d'un berger, en train de faire traverser la vallée à son troupeau de moutons. Très en colère contre l'« intrus », Angelface tente de le pendre, mais Lucky Luke l'en empêche et le met momentanément hors d'état de nuire. Le berger s'empresse alors de quitter les lieux avec ses moutons.
Pendant ce temps, Pat Poker, échappé de prison depuis peu, arrive à Tumbleweed après avoir traversé le désert. En trichant aux cartes, il réussit à « plumer » le propriétaire du saloon et devient ainsi le nouveau maître des lieux. Lorsqu'il aperçoit Lucky Luke, il prend peur et décide de lui tendre un piège. La confrontation ne se termine pas à son avantage, mais Lucky Luke n'ayant pas de mandat d'arrêt contre lui, il n'a d'autre choix que de le laisser repartir. Angelface, qui a assisté à la scène, décide de s'allier avec Pat Poker. Celui-ci le paie pour abattre son ennemi. La première tentative, dans une chambre d'hôtel, se termine par un échec. Pat Poker invite alors Lucky Luke à une partie de cartes. Les deux malfaiteurs conviennent qu'Angelface abattra le cow-boy en lui tirant dans le dos depuis la fenêtre de sa chambre d'hôtel. Cependant, soupçonnant un nouveau piège, Lucky Luke profite d'un moment d'inattention d'Angelface pour saboter son fusil et échappe ainsi à la mort, une fois de plus.
Plus tard, un shérif arrive à Tumbleweed dans le but d'arrêter Pat Poker. Malheureusement, Angelface le frappe violemment et le jette hors du saloon. Lucky Luke fouille le représentant de la loi grièvement blessé et trouve sur lui un mandat d'arrêt contre Pat Poker. Le cow-boy prend alors la place du shérif temporairement indisponible et pénètre dans le saloon où il rosse Angelface. Pat Poker s'enfuit, mais Luke réussit à le rattraper et à le capturer.

### Personnages
- Lucky Luke
- Pat Poker : évadé de prison, il se réfugie à Tumbleweed. Joueur de cartes professionnel et tricheur. On l'a vu une première fois dans Nettoyage à Red-City.
- Angelface : dur-à-cuire de Tumbleweed, il déteste les étrangers, les bergers et les moutons. Il s'allie avec Pat Poker pour abattre Lucky Luke. Lâche, il tente de lui tirer dans le dos.
- le berger : il veut traverser la vallée de Tumbleweed avec son troupeau de moutons mais Angelface tente de l'en empêcher.
- le shérif : il se rend à Tumbleweed pour arrêter Pat Poker.
- Bill : habitant de Tumbleweed.
- Jones : médecin de Tumbleweed.

## Publication

### Revues
L'histoire est parue dans le journal Spirou, du no 735 (15 mai 1952) au no 754 (25 septembre 1952).